# Лек
Под леком се данас најчешће подразумевају супстанце, комбинације супстанци и препарати намењени лечењу болести. По потреби се ова дефиниција проширује или модификује (погледати одељак дефиниције). По правилу, лекови пролазе ригорозну контролу пре него што произвођач добије дозволу за пуштање лека на тржиште.
Лекови се класификују на различите начине. Једна од кључних подела је по нивоу контроле, на основу које се прави разлика између лекова на рецепт (оних које апотекар даје једино по налогу лекара, лекарског асистента, или квалификоване медицинске сестре) и лекова на слободно (оних које потрошачи могу да наруче сами). Још једна кључна дистинкција је између традиционалних лекова који су мали молекули, обично синтетички направљени, и биофармацеутских лекова, који обухватају рекомбинантне протеине, вакцине, крвне продукте с терапеутском наменом (као што је ), генску терапију, и ћелијску терапију (на пример, терапије матичним ћелијама). Други начини класификовања лекова су мод дејства, начин администрације, биолошки систем на који се делује, или терапеутска дејства. Један разрађени и широко коришћени класификациони систем је Анатомско-терапијско-хемијско класификациони систем (АТЦ систем). Светска здравствена организација одржава списак есенцијалних лекова.
Откривање и регистрација лекова су комплексни и скупи подухвати које подузимају фармацеутске компаније, академске институције, и државни органи. Државни органи генерално регулишу избор лекова који могу да буду у продаји, и начин продаје, а у неким случајевима и цене лекова. Контроверзе могу да се јаве по питању цене лекова и одлагања коришћених лекова.

## Дефиниције
Светска здравствена организација лек дефинише као супстанцу или производ који се примењује да би модификовао или испитао физиолошке системе или патолошка стања, а у циљу добробити човека – примаоца. Медикамент је назив за лиценциране лекове који, на научно заснованим експериментима, смањују симптоме и утичу на повољан исход болести. Социјални рад се сусреће са све већим бројем зависника. Поред лиценцираних медикамената, велики број особа користи и алтернативне лекове чија валидност није егзактно потврђена.
Закон о лековима и медицинским средствима Републике Србије лек дефинише као производ који садржи супстанцу или комбинацију супстанци произведених и намењених за лечење или спречавање болести код људи или животиња, постављање дијагнозе, побољшавање или промене физиолошких функција, као и постизање других медицински оправданих циљева.
Обе дефиниције укључују супстанце намењене постављању дијагнозе, а разликују се по томе што дефиниција СЗО обухвата само хумане лекове.
У Европи се користи термин „медицински продукат“, и дефинише се ЕУ законом као:
(а) „Свака супстанца или комбинација супстанци која се презентира да има својства за третирање или превенцију болести код људских бића;“ или
(б) „Свака супстанца или комбинација супстанци која се може користити у или администрирати у људска бића било са циљем повраћања, кориговања или модификовања физиолошких функција вршењем фармаколошког, имунолошког или метаболичког дејства, или ради успостављања медицинске дијагнозе.“‍:36
У САД, „лек“ је:
- Супстанца коју препознаје званична фармакопеја или формулатори.
- Супстанца намењена за употребу у дијагностици, лечењу, митигацији, третману, или превенцији болести.
- Супстанца (осим хране) чија је намена да утиче на структуру или функцију тела.
- Супстанца намењена за употребу као компонента лека, али не и као уређај или компонента, део или помоћно средство уређаја.
- Биолошки продукти су обухваћени овом дефиницијом и генерално су покривени истим законима и регулацијама, мада постоје разлике по питању њиховог процеса производње (хемијски процес вс. биолошки процес.)[13]

Биљни и хомеопатски препарати се некада сврставају у лекове а некада у помоћна лековита средства, и у зависности од тога може се захтевати њихова регистрација.
Према најшире прихваћеном схватању, лекови су супстанце, њихове комбинације и препарати који се користе за лечење болести (не и дијагнозу). Овај чланак се односи управо на ову дефиницију.

## Класификација
Лекови се класификују на бази њиховог порекла.
1. Лек природног порекла: Биљног или минералног порекла, неке лековите супстанце су морског порекла.
2. Лек хемијског као и природног порекла: Изведен из парцијалне биљне и парцијалне хемијске синтезе, на пример стероидни лекови
3. Лек изведен хемијском синтезом.
4. Лек животињског порекла: На пример, хормони, и ензими.
5. Лек микробног порекла: Антибиотици
6. Лек изведен путем биотехнолошког генетичког инжењерства, на пример хибридома техника
7. Лек изведен из радиоактивних супстанци.

Једна од кључних подела је на традиционалне лекове који су мали молекули, обично изведени путем хемијске синтезе, и биолошке медицинске продукте, који обухватају рекомбинантне протеине, вакцине, крвне продукте са терапеутском наменом (као што је ), генске терапије, и ћелијске терапије (на пример, терапије матичним ћелијама).
Лекови се класификују у разне друге групе осим њиховог порекла, на бази фармаколошких својстава као што је мод дејства и њихово фармаколошко дејство или активност, као што су хемијска својства, мод или рута администрације, биолошки систем на који се утиче, или терапеутска дејства.
Анатомско-терапијско-хемијско класификациони систем (АТЦ систем) је један од добро разрађених и широко коришћених класификационих система. Примери класа лекова су:
1. Антипиретици: редукују грозницу (пирексију/пирезу)
2. Аналгетици: редукују бол (лекови против болова)
3. Антималаријски лекови: за третирање маларије
4. Антибиотици: инхибирају раст микроорганизама
5. Антисептици: спречавају раст микроорганизама у близини опекотина, посекотина и рана
6. Стабилизатори расположења: литијум и валпромид
7. Хормонске замене: Премарин
8. Орални контрацептиви: Еновид, „бифазна“ пилула, и „трифазна“ пилула
9. Стимуланти: метилфенидат, амфетамин
10. Транквилајзери: мепробамат, хлорпромазин, ресерпин, хлордиазепоксид, диазепам, и алпразолам
11. Статини: ловастатин, правастатин, и симвастатин

## Типови лекова

### Гастроинтестинални тракт (систем органа за варење)
- Горњи дигестивни тракт: антациди, рефлуни супресанти, антифлатуленти, антидопаминергици, инхибитори протонске пумпе (PPIs), антагонисти 2-рецептора, цитопротектанти, простагландински аналози
- Доњ дигестивни тракт: лаксативи, антиспазмодици, антидијароици, секвестранти жучне киселине, опиоид

### Кардиоваскуларни систем
- Генерали: блокатори &бета;-рецептора („бета блокатори“), блокатор калцијумских канала, диуретици, кардиотонични гликозиди, антиаритмици, нитрати, антиангинали, вазоконстриктори, вазодилататори.
- С утицајем на крвни притисак/(антихипертензивни лекови): АЦЕ инхибитори, блокатори ангиотензинског рецептора, Бета блокатори, &алпха; блокатори, блокатори калцијумских канала, тиазидни диуретици, диуретици петље, алдостеронски инхибитори
- Коагулација: антикоагуланти, хепарин, антиагрегацијски лекови, фибринолитици, анти-хемофилични фактори, хемостатички лекова
- Инхибитори ХМГ-ЦоА редуктазе (статини) за снижавање ЛДЛ холестерола: хиполипидемијски агенси.

### Централни нервни систем
Лекови који делују на централни нервни систем обухватају: Психоделике, хипнотике, анестетике, антипсихотике, антидепресанте (укључујући трицикличне антидепресанте, инхибиторе моноаминске оксидазе, соли литијума, и селективне инхибиторе серотонинског преузимања (SSRI)), антиеметике, Антиконвулсанте/антиепилептике, анксиолитике, барбитурате, лекове за поремећаје кретања (нпр. Паркинсонову болест), стимуланте (укључујући амфетамине), бензодиазепине, циклопиролоне, допаминске антагонисте, антихистамине, холинергике, антихолинергике, еметике, канабиноиде, и 5-HT (серотонинске) антагонисте.

### Бол и свест (аналгетици)
Главне класе лекова против бола су NSAID, опиоиди и локални анестетици.

### Маскуло-скелетални поремећаји
Главне категорије лекова за маскулоскелеталне поремећаје су: NSAID (укључујући COX-2 селективне инхибиторе), релаксанте мишића, неуромускуларне лекове, и антихолинестеразе.

### Очи
- Генерални: блокатор адренергичких неурона, астрингент, окуларни лубрикант
- Дијагностички: топикални анестетици, симпатомиметици, парасимпатолитици, мидријатици, циклоплегици
- Антибактеријски лекови: антибиотици, топикални антибиотици, сулфа лекови, аминогликозиди, флуорохинолони
- Антивирални лекови
- Антифунгали: имидазоли, полиени
- Антиинфламаторни: NSAID, кортикостероиди
- Антиалергијски: мастоцитни инхибитори
- Антиглаукомни: адренергични агонисти, бета-блокатори, инхибитори карбонске анхидразе/хиперосмотици, холинергици, миотици, парасимпатомиметици, простагландински агонисти/простагландински инхибитори. нитроглицерин

### Уво, грло и нос
Антибиотици, симпатомиметици, антихистамини, антихолинергици, NSAID, кортикостероиди, антисептици, локални анестетици, антифунгали, церуменолитик

### Респираторни систем
бронходилатори, антитусиви, муколитици, деконгестиви
iнхалациони и системски кортикостероиди, бета2-адренергички агонисти, антихолинергици, мастоцитни стабилизатори. Леукотриенски антагонисти

### Ендокрини проблеми
андрогени, антиандрогени, естрогени, гонадотропин, кортикостероиди, људски хормон раста, инсулин, антидијабетици (сулфонилуреје, бигуаниди/метформин, тиазолидиндиони, инсулин), тироидни хормони, антитироидни лекови, калцитонин, дифосфонат, вазопресински аналози

### Репродуктивни систем или уринарни систем
антифунгал, алкалинизирајући агенси, хинолони, антибиотици, холинергици, антихолинергици, антиспазмодици, инхибитор 5-алфа редуктазе, селективни алфа-1 блокатори, силденафили, Лекови за плодност

### Контрацепција
- Хормонска контрацепција
- Ормелоксифен
- Спермицид

### Акушерство и гинекологија
НСАИД, антихолинергици, хемостатички лекови, антифибринолитици, терапија хормонске замене (HRT), kоштани регулатори, агонисти бета-рецептора, фоликулостимулирајући хормон, лутеинизирајући хормон, [
 гамоленска киселина, инхибитор гонадотропинског отипуштања, прогестоген, допамински агонисти, оестроген, простагландини, гонадорелин, кломифен, тамоксифен, диетилстилбестрол

### Кожа
емолијенти, антипруритици, антифунгали, дезинфектанти, скабициди, педикулициди, катрански продукти, деривати витамина А, аналози витамина Д, кетолицити, абразиви, системски антибиотици, топикали антибиостатици, хормони, фибринолитици, протеолитици, креме за заштиту од сунца, антиперспиранти, кортикостероиди, имунски модулатори

### Инфекције и инфестације
антибиотици, антифунгали, антилепротици, антитуберкулозни лекови, антималаријали, антелминтици, амебициди, антивирали, антипротозоали, пробиотици и пребиотици.

### Имунски систем
вакцине, имуноглобулини, имуносупресанти, интерферони, моноклонална антитела

### Алергијски поремећаји
антиалергици, антихистамини, NSAID, Кортикостероиди

### Исхрана
Тоници, електролити и минерални препарати (укључујући препарате гвожђа и магнезијумске препарате), интравенска исхрана, витамини, лекови против гојазности, анаболички лекови, хематопоетски лекови

### Неопластични поремећаји
цитотоксични лекови, терапеутска антитела, сексуални хормони, инхибитори ароматазе, соматостатински инхибитори, рекомбинантни интерлеукини, G-CSF, еритропоетин

### Дијагностика
контрастни медији

### Еутаназија
Еутанатикум се користи за еутаназију и лекарски потпомогнуто самоубиство. Еутаназија није законом дозвољена у многим земљама, и консеквентно лекови нису лиценцирани за употребу у тим земљама.

## Механизам деловања лека
У највећем броју случајева лек делује тако што се везује за ћелијске рецепторе. Будући да је рецептор удаљен од места примене лека, важно је да се лек транспортује од места примене до места деловања. Неки лекови делују директно на друге хемијске супстанце (натријум хидрогенкарбонат и неки други антациди) или мењањем физичкохемијских особина ћелије без специфичног рецептора (алкохол, инхалациони анестетици). Веза лек-рецептор може бити различите јачине (зависно од типа хемијске везе и степена афинитета лека за рецептор) што и условљава дужину деловања лека и његову јачину. Неселективност лековите супстанце (анатомска или ензимска) најчешћи је узрок појаве нежељених дејстава лека. Утицај лекова на људски организам изучава фармакодинамика. Утицај организма на лек (апсорпција, метаболизам и излучивање лека) проучава фармакокинетика.

## Место примене лека
У зависности од места деловања разликујемо лекове намењене локалној и системској примени. Локална примена подразумева примену на кожи, слузокожи (слузокожа носа, уста, вагине, ректума…) или оку. Код лекова намењених локалној употреби ресорпција лека је непожељна.
За систематску примену неопходно је да лек уђе у организам. Лек се у организам може унети на више начина, а који је пут примене лека најприкладнији за одређеног болесника, зависи од фармаколошких особина лека, као и од терапијских разлога и специфичности у вези са болесником (стари и деца теже гутају па се код њих не користе таблете; немогућа орална примена код пацијената без свести и сл.). Лекови код којих се жели постићи системски ефекат могу се унети преко гастроинтестиналног тракта (ентерално), било да се уноси на уста (перорално), под језик (сублингвално) или кроз дебело црево (ректално); или заобилажењем цревног тракта (парентерално). Лекови се могу применити парентерално путем инјекција (интравенске, интраартеријске, супкутане), инфузија, или применом фластера за перкутану примену (нпр. неки препарати нитроглицерина). Парентерално се примењују лекови који би се пролазом кроз цревни тракт разградили (нпр. инсулин) или кад се жели постићи брже дејство. Лек примењен интравенски (болус инјекције) на место деловања стиже брзо, апсорпција је потпуна, али је фармакокинетички профил код поновљеног давања неповољан услед велике осцилације у концентрацији лека у плазми.

## Развој и регистрација
Свака супстанца која претендује да постане лек пролази опсежна претклиничка и клиничка испитивања, у којима се испитује сигурност, ефикасност и квалитет лека.
Претклиничка испитивања обухватају испитивања на животињама и изолованим људским органима и ћелијама. Циљ претклиничких испитивања је да се потврди ефикасност потенцијалног лека, утврде вероватни путеви метаболизма и установи потенцијална тератогеност лека. У претклиничким испитивањима се утврђује и токсична доза на различитим експерименталним животињама (кунићи, мишеви, пацови, заморци). Клиничка испитивања се врше на људима да би се утврдила терапијска доза, потенцијална токсичност за људе и сл. Клиничка испитивања се изводе на добровољцима (у првим фазама на здравим, а касније на болесним), по правилу методом двоструко слепе пробе. Уколико супстанца не задовољи захтеване критеријуме у било којој фази испитивања, даље испитивање се обуставља.
Ако се врши пререгистрација лека (најчешће због промене терапијске индикације), није потребно испитивање безбедности препарата, довољно је показати ефикасност за жељену терапијску индикацију. Када произвођач региструје препарат који је други произвођач већ регистровао, регистрација се обавља по скраћеном поступку, при чему је довољно доказати биоеквиваленцију два препарата.
О регистрацији препарата одлучује надлежна национална или наднационална институција (у САД Савезна агенција за храну и лекове, у ЕУ Европска агенција за лекове Архивирано на веб-сајту  (15. јул 2013), у Србији Републичка агенција за лекове и медицинска средства), која прописује и захтеве које произвођачи треба да испуне да би регистровали препарат. У току је хармонизација ових прописа, на којој раде агенције САД, ЕУ и Јапана. Агенције имају овлашћења да наложе повлачење лека уопште или одређене серије лека, и задужене су за праћење лека након регистрације.

## Нежељена дејства
Дејства лека која се јављају при терапијским дозама а која нису од користи за лечење се зову нежељена дејства лека. Деле се на очекивана и неочекивана. Очекивана нежељена дејства у вези су са механизмом деловања лека и јављају се када лек делује нпр. ван оболелог органа. Тако Аспирин изазива оштећење слузокоже желуца истим механизмом којим ублажава запаљење. Неочекивана нежељена дејства су најчешће последица неког генетског недостатка пацијента, тако да лек нема нормалан метаболички профил, рецептор за лек је измењен тако да је дејство лека појачано или умањено, неки од других рецептора су модификовани тако да везују лек који се иначе не би везао за њих и сл. Друга подела нежељених дејстава је на дозно-зависна и дозно-независна. Дозно-независна дејства лека су најчешће узрокована алергијом на лек (алергије на пеницилин, апластична анемија при примени метамизола).
Нежељена дејства треба разликовати од токсичних ефеката лека, која се јављају при дозама већим од терапијске. Распон доза од минималне терапијске до токсичне дозе се зове терапијска ширина лека. Што је терапијска ширина већа лекови се сматрају безбеднијим.

## Историја

### Историја лекова на рецепт
Антибиотици су доспели на медицинску сцену 1932. године. Они су звани су „чудотворним лековима“. Увођење сулфа лекова је довело од опадања степена морталитета од пнеумоније у САД са 0,2% сваке године на 0,05% до 1939. Антибиотици инхибирају раст или метаболичку активност бактерија и других микроорганизама дејством хемијске супстанце микробног порекла. Пеницилин, који је уведен неколико година касније, је пружио шири спектар активности у поређењу са сулфа лековима и имао је мање изражене нуспојаве. Стрептомицин, који је пронађен 1942, се показао као први леко који је ефективан против туберкулозе, а исто тако је познат по дугој серији важних антибиотика. Друга генерација антибиотика је уведена током 1940-их: ауреомицин и хлорамфеникол. Ауреомицин је најпознатији лек из друге генерације.
Литијум је откривен у 19. веку као лек који утиче на нервне поремећаје, има стабилизациони ефекат на расположење, као и профилактичко дејство. Он је био јефтин и лако се производио. Са опадањем популарности литијума у Француској, валпромид је заузео његово место. Валпромид производи особене психотропне ефекте који су корисни за третман акутних маничних стања и за одржавања оболелих од маничне депресије. Психотропни лекови могу да буду било седативи или стимуланси; сврха седатива је ублажавање екстремног понашања, док стимуланти обнављају нормалност повећањем тона. Ускоро се развио појам транквилајзера који је сасвим различит од седативе или стимуланата. Тај термин је постао доминантан на Западу током 1980-их. У Јапану, током истог периода, термин транквилајзер је попримио значење психо-стабилизатора, а термин стабилизатор се изгубио.
Премарин (коњуговани естрогени, уведени 1942) и Премпро (комбинација естроген-прогестинске пилуле, уведена 1995) су доминирали терапију хормонске замене (HRT) током 1990-их. HRT није лек којим се спасавају животи, нити се лечи нека болест. HRT се користио за побољшање квалитета живота. Доктори су прописивали естроген старијим женским пацијентима за третирање краткотрајних менопаузалних симптома и за спречавање дугорочних болести. Током 1960-их и раних 1970-их све више лекара је почело да прописује естроген женским пацијентима. Између 1991 и 1999, Премарин је био један од најпопуларнијих лекова на рецепт и један од највише продаваних у Америци.
Први орални контрацептив, еновид, је ФДА одобрила 1960. године. Орални контрацептиви инхибирају овулацију и тако спречавају концепцију. Еновид је познат као далеко ефективнији лек од његових алтернатива, укључујући кондом и дијафрагму. Још 1960, орални контрацептиви су били доступни у неколико различитих јачина од стране више произвођача. Током 1980-их и 1990-их број опција се повећао укључујући нове системе испоруке оралних контрацептива путем трансдермалног фластера. Године 1982, увдена је нова верзија пилуле, позната као „бифазна“ пилула. До 1985, нова трифазна пилула је одобрена. Лекари су почели да сматрају пилулу одличним начином контроле рађања за младе жене.
Стимуланти, као што је суцх ас риталин (метхyлпхенидате), су нашли широку примену у менаџменту понашања младе деце. Риталин је ушао у продају 1955. као лек за нарколепсију; његови потенцијални корисници су биле особе средњих и поодмаклих година. Током 1980-их је одобрен за третман хиперактивности деце. Медицинска употреба метлифанидата је предоминатно везана за симптоме хиперкинетичког поремећаја (ADHD). Потрошња метилфенидата у САД је била већа него у другим земљама између 1991 и 1999. Знатан пораст нивоа употребе је исто тако евидентан у Канади, Невом Зеланду, Аустралији, и Норвешкој. У данашње време 85% светске производње метилфанидата се користи у Америци.
Први благи транквилајзер је био мепробамат. Само четрнаест месеци након пласмана на тржиште, мепробамат је постао највише продавани лек на рецепат у САД. До 1957, мепробамат је постао лек са најбрже растућим степеном примене у историји. Популарност мепробамата је поплочала пут за либријум и валијум, два блага транквилајзера која су припадала новој хемијској класи лекова званих бензодиазепини. Ови лекови првенствено делују као антианксиозни агенси и релаксанти мишића. Први бензодиазепин је био Либријум. Три месеца након одобравања, либријум је постао најпрописанији транквилајзер у САД. Три године касније, Валијум је пласиран на тржиште и он је био десет пута ефективнији као релаксант мишића и антиконвулсант. Валијум је најсвестранији међу благим транквилајзерима. Касније су ушли у ширу употребу јачи транквилајзери као што су хлорпромазин и ресерпин. Године 1970. продаја Валијума и Либријума је почела да опада, док је продаја нових и побољшаних транквилајзера, као што је ксанакс, уведен 1981. за ново креирану дијагнозу паничног поремећаја, расла.
Мевакор (ловастатин) је први и најутицајнији статин на америчком тржишту. Године 1991. је лансиран правахол (правастатин), други лек те врсте да постане доступан у САД, и са појавом зокора (симвастатина) Мевакор није више био једини статин на тржишту.
Године 1998, виагра је пуштена у продају за третман еректилне дисфункције.

### Модерна фармакологија
Током највећег дела 19. века, лекови нису били веома ефективни, што је навело Оливера Холмса да изјави 1842. да „ако би сви лекови на свету били бачени у море, било би боље човечанству и горе рибама“.‍:21
Током Првог светског рата, Алекисис Карел и Хенри Дакин су развили Карел-Дакинов метод за третирање рана иригацијом. Дакиново решење је гермицид који је помагао у спречавању гангрене.
Током периода између два рата, први антибактеријски агенси, као што су сулфонамидни антибиотици, су развијени. Током Другог светског рата уведена је у широку употребу ефективна антимикробна терапија захваљујући развоју и масовној производњи пеницилинских антибиотика. До тога је дошло пот притиском потреба рата путем колаборације британских научника и америчке фармацеутске индустрије.
Лекови у широкој употреби током касних 1920-их су били аспирин, кодеин, и морфин за бол; дигиталис, нитроглицерин, и хинин за срчане поремећаје, и инсулин за дијабетес. Други доступни лекови су били антитоксини, неколико биолошких вакцина, и неколико синтетичких лекова. Антибиотици су се појавили 1930. тих година: прво сулфа лекови, затим пеницилин и други антибиотици. Лекови су све више постајали „центар медицинске праксе“. Други лекови су се појавили 1950-их, укључујући кортикостероиде за инфламацију, рауволфиа алкалоиде као транквилајзере и антихипертензиве, антихистамин за назалне алергије, ксантини за астму, и типични антипсихотици за психозе.‍:23–24 До 2007, хиљаде одобрених је развијено. У све већој мери се користи биотехнологија за откривање биофармацеутских лекова. Недавно су мултидисциплинарни приступи произвели изобиље нових података за развој нових антибиотика и антибактеријала, и отворена је могућност коришћења биолошких агенаса за антибактеријске терапије.
Током 1950-их нови психијатријски лекови, попут антипсихотика хлорпромазина, су дизајнирани у лабораторијама и полако су стекли преферентни статус. Мада су обично прихватани као напредак, постојала је и опозиција услед присуства озбиљних нуспојава као што је тардивна дискинезија. Пацијенти су се често супротстављали психијатријским третманима, и одбијали или престали да користе лекове кад више нису под психијатријском контролом.
Владе имају знатно активно учешће у регулацији развоја лекова и њихове продаје. У САД је катастрофа еликсира сулфаниламида довела до успостављања Управе за храну и лекове (ФДА), и од 1938. Федерални закон о храни, лековима и козметици захтева од произвођача да поднесу ФДА захтеве за одобрења нових лекова. Године 1951. Хамфри-Дурхамов амандман је условио да се поједини лекови могу продавати једно на рецепт. Накнадни амандман из 1962. је увео захтев да нови лекови морају да буду тестирани у погледу ефикасности и безбедности путем клиничких испитивања.‍:24–26
До 1970-их цене лекова нису биле проблем за докторе и пацијенте. Са повећањем броја лекова који се користе за хроничне болести, међутим, трошкови су постали тегобни, и од 1970-их је скоро свака америчка држава захтевала или охрабривала да се скупи брендирани лекови замене генеричким лековима. То је исто тако довело до усвајања закона у САД 2006. (Medicare Part D) којим се пружа здравствено покриће за лекове.‍:28–29
САД је 2008. била водећа земља у пољу медицинских истраживања, укључујући фармацеутски развој. Америчке цене лекова су међу највишим на свету, а иновације лекова су на кореспондирајућем нивоу. Године 2000. су компаније базиране у САД развиле 29 од 75 најпродаванијих лекова, фирме са другог по величини тржишта, Јапана, су развиле осам, а Уједињено Краљевство је допринело 10. Француска, која намеће контролу цена, је развила три. Током 1990-их исходи су били слични.‍:30–31